# Ulrikstunnel
Der Ulrikstunnel (norwegisch Ulrikstunnelen) ist ein 7.670 Meter langer Eisenbahntunnel im Verlauf der norwegischen Bergensbane, der den nördlichen Teil des Ulriken im Fylke Vestland unterquert. Er liegt zwischen den Bahnhöfen Bergen und Arna.

## Geschichte des ursprünglichen Tunnels
Bevor der Tunnel 1964 fertiggestellt wurde, führte die Gamle Vossebane über Nesttun. Die Eröffnung der Strecke durch den Eisenbahntunnel führte zu einer Streckenverkürzung von etwa 21 Kilometern. Der erste Zug fuhr am 1. August 1964 durch den Tunnel. Die Durchfahrt dauerte etwa sieben Minuten. Der Tunnel gehört zu den längsten Eisenbahntunneln in Norwegen und war bei der Eröffnung der längste im Verlauf der Bergenbahn.

## Ausbau
Das norwegische Verkehrsministerium entschied im Februar 2009, dass die Eisenbahnstrecke zwischen Arna und Bergen zweigleisig ausgebaut wird, bevor ein Straßentunnel auf der gleichen Relation errichtet wird. Jernbaneverket erklärte im Zusammenhang mit der Planung, dass die Strecke zwischen Arna und Bergen Europas eingleisige Strecke mit der höchsten Verkehrsdichte sei. Neben einer Vielzahl von Personenzügen zwischen Oslo und Bergen fuhren täglich 14 Güterzüge. Mit rund 120 Zügen pro Tag sei die Strecke voll ausgelastet.
Der zweigleisige Ausbau zwischen Bergen und Arna ist in zwei Projekte unterteilt. Die erste Stufe ist der Bau des zweiten Gleises vom Bahnhof Bergen zum westlichen Ende des Tunnels, eine Strecke von 1,3 km. Die zweite Stufe ist der Bau der Strecke zwischen Fløen und Arna, die einen zweiten, rd. 7.700 Meter langen Tunnel durch den Ulriken enthält. Es war vorgesehen, dass bei Bereitstellung der notwendigen Mittel der zweigleisige Ausbau zwischen Bergen und Arna 2016 abgeschlossen wird.
Baubeginn für das Gesamtprojekt war 2013. Im März 2015 waren die Sprengarbeiten so weit fortgeschritten, dass die im August 2015 angelieferte, 151 Tonnen schwere Tunnelbohrmaschine so weit vorbereitet werden konnte, so dass gemäß den Planungen mit den Bohrarbeiten im Dezember 2015 begonnen werden sollte.
Am 29. August 2017 konnten Bane NOR und die beauftragten Unternehmen Strabag und Skanska den Abschluss der Bohrarbeiten feiern.
Die ersten 765 Meter des 7,8 Kilometer langen neuen Tunnels wurden auf traditionelle Weise gesprengt, da in diesem Bereich ein weiteres Gleis für Zugkreuzungen verlegt wird. Diese Sprengungen begannen im November 2014. Der Querschnitt dieses Tunnelteils variiert zwischen 144 und 300 Quadratmetern, ansonsten sind es 68 Quadratmeter.
Zusätzlich wurden zwei Tunnel zwischen dem alten und dem neuen Tunnel gesprengt, um Züge zwischen den Tunnelröhren überleiten zu können. Jeder von ihnen ist 150 Meter lang. 16 kleinere Querverbindungen zwischen den Tunneln zu Fluchtwegen und technischen Anlagen wurden zwischen September 2017 und April 2018 gesprengt. Die restlichen sieben Kilometer des neuen Tunnels wurden erstmals in Norwegen ab Januar 2016 mit einer Tunnelbohrmaschine gebohrt. Ab dem Herbst 2019 wurde er mit bahntechnischen Anlagen ausgestattet. Die Anbindung des neuen Tunnels dauerte etwa vier Wochen. Am 11. November 2020 wurde der alte Tunnel gesperrt und mit dem Umbau der Gleise und Weichen begonnen. An diesem Tag war der Bahnhof Arna letztmals mit Personal besetzt.
Der Tunnel wurde am 13. Dezember 2020 in Betrieb genommen, seither wird der Bahnhof Arna ferngesteuert.
Bereits am 21. November 2020 begann die Sanierung des alten Tunnels, der später zusammen mit dem neuen Tunnel die Doppelspur durch den Berg bildet. Auf den ersten 1200 Metern von Arna her wird mit dem Einbau einer neuen Unterkonstruktion und eines neuen Entwässerungssystems ein neuer Wasser- und Frostschutz eingebracht, ebenso auf den ersten 180 Metern des Tunnelendes auf der Seite von Bergen her. Um Platz dafür zu schaffen, muss der Tunnelquerschnitt durch Sprengen verbreitert werden.
Im Rest des 7,6 Kilometer langen Tunnels wird der Wasser- und Frostschutz nur bei Bedarf erneuert. Zudem wird Platz für Ventilatoren und weitere technische Geräte geschaffen.
Im Tunnel wurde erstmals in Norwegen eine Feste Fahrbahn eingebaut.
Die gesamten Arbeiten sollen 2024 abgeschlossen werden.